# Râul Popoaia
Râul Popoaia este un curs de apă, afluent al râului Bașeu. 